# 泔坏

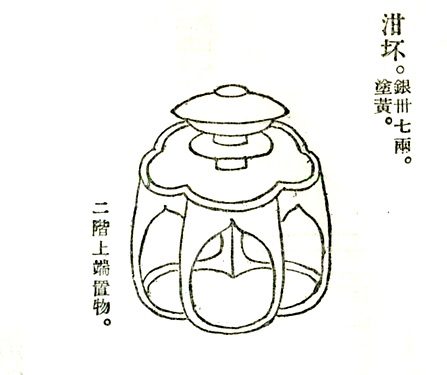
「類聚雑要抄・巻4」にある泔坏

泔坏（ゆするつき）は、日本の平安時代以後にもちいられた、鬢かき水をいれる蓋付きの茶碗状の器。古くは土器、後には漆器、銀器を用いた。
鬢かき水は冷たいもので、これを櫛につけて髪をけづると、人の血気を下げる効用があるとされた。「つき（坏）」は、まるみのある器。
泔坏は、蓋付きの茶碗を茶托のうえに置いたようなかたちである。木製で、漆塗りのうえに蒔絵をほどこす。また金銅もしくは銀で製し、毛彫りをほどこしたものもある。これを台に置いた。
台は、尻ともいわれ、周縁は2分高く、小文唐錦を敷き、5本の足があり、高さは7寸5分、金物を打ちつけ、5箇所で緒を総角（あげまき）に結び垂らし、足の下も環になっている。
ゆするつきと台を二階厨子（二階棚）のうえに置き、室内装飾とした。
『雅亮装束抄』の母屋廂の調度立る事の条に、二階を立てることを記し、「はしに泔坏を置く台あり、錦の表押したり、泔坏蓋あり、皆金なり」と、また童殿上のことの条に、「泔坏に水入れて、柳　に置きて具すべし」とある。
なお、男子の元服の際に髪を整えるための湯水を入れた泔坏を扱う役を「泔坏」と称した。